# Brandenmühle

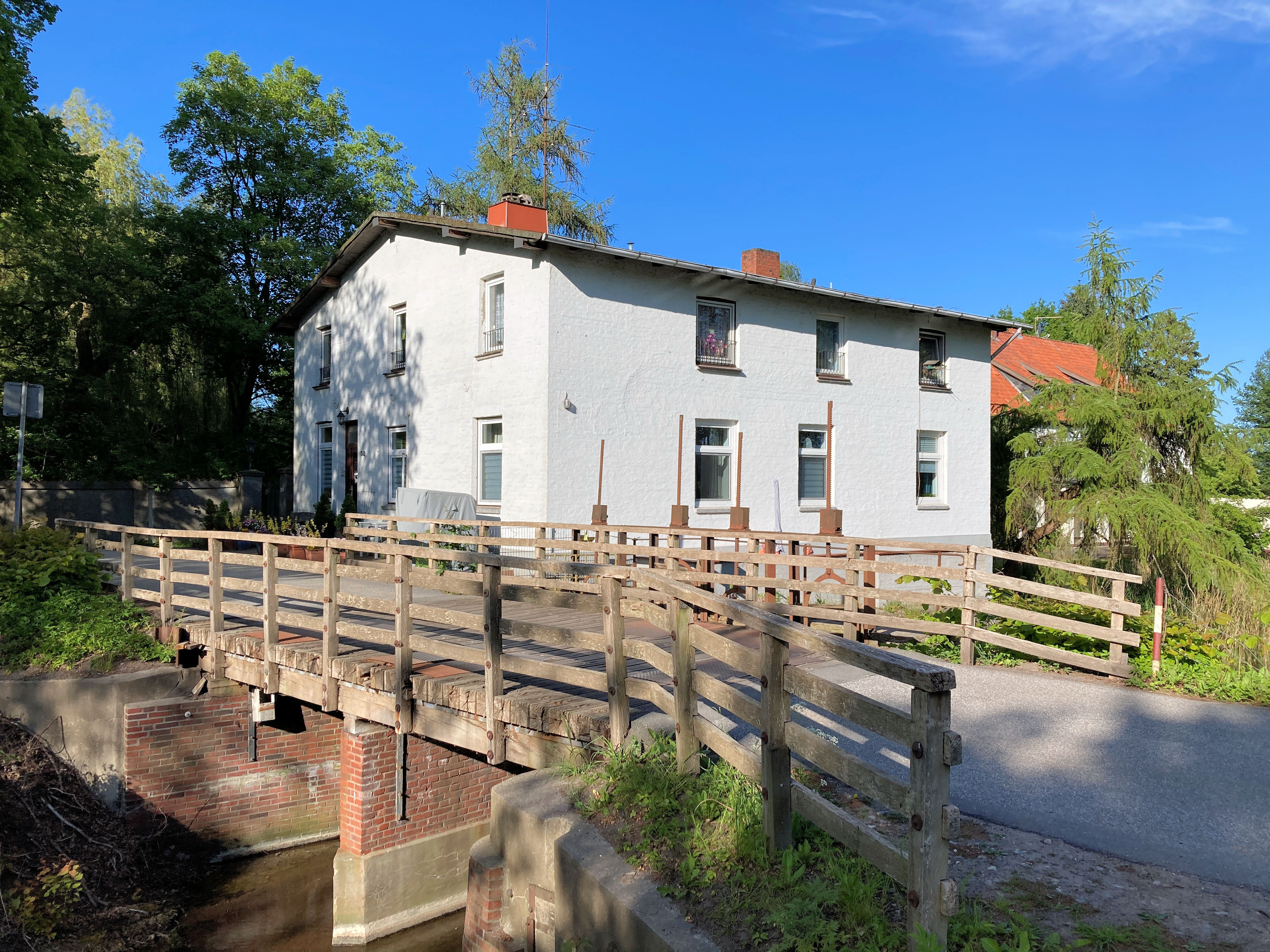
Die Brandenmühle (2023)

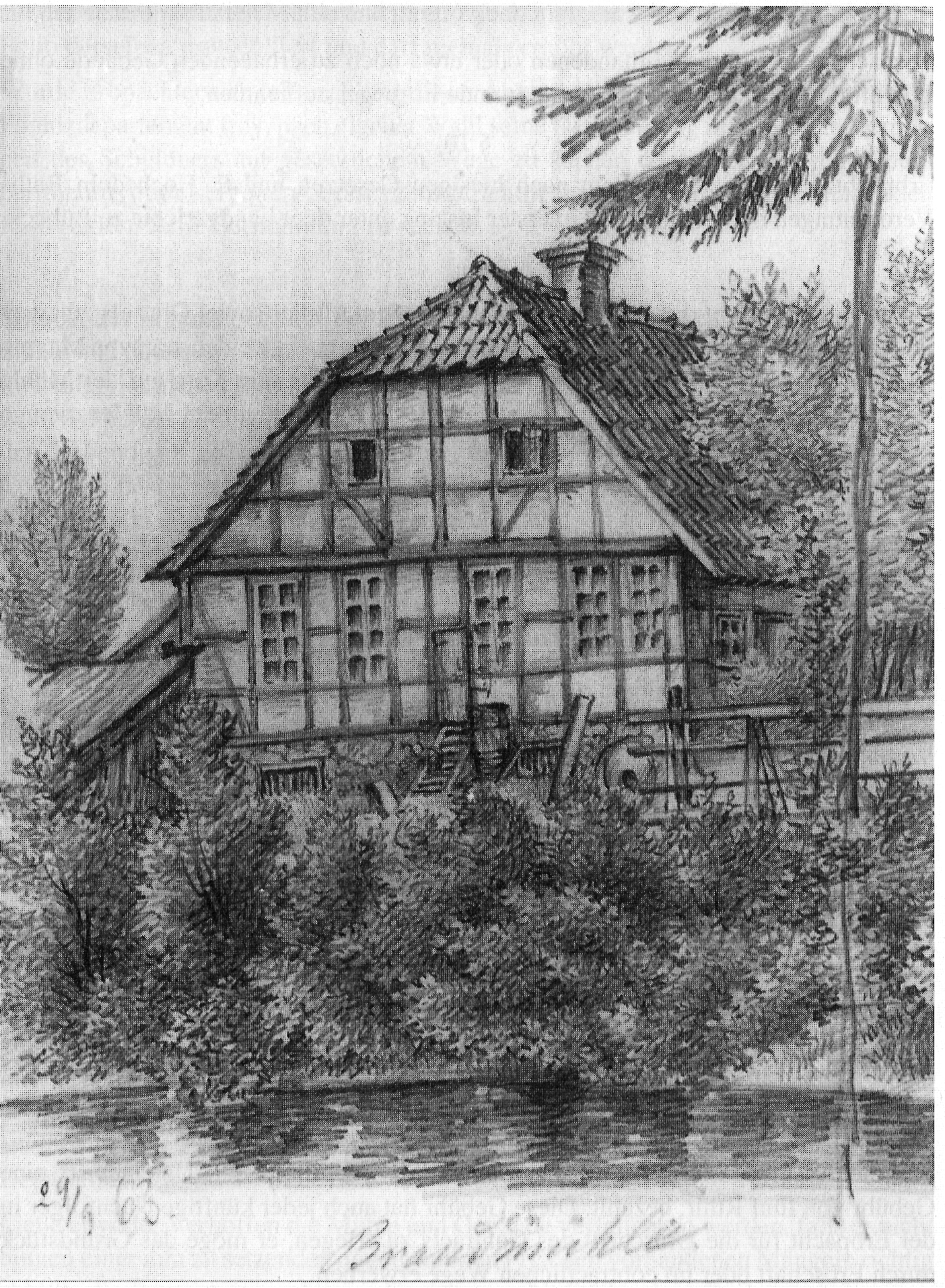
Zeichnung der Brandenmühle 1863 im Besitz des St.-Annen-Museums Lübeck

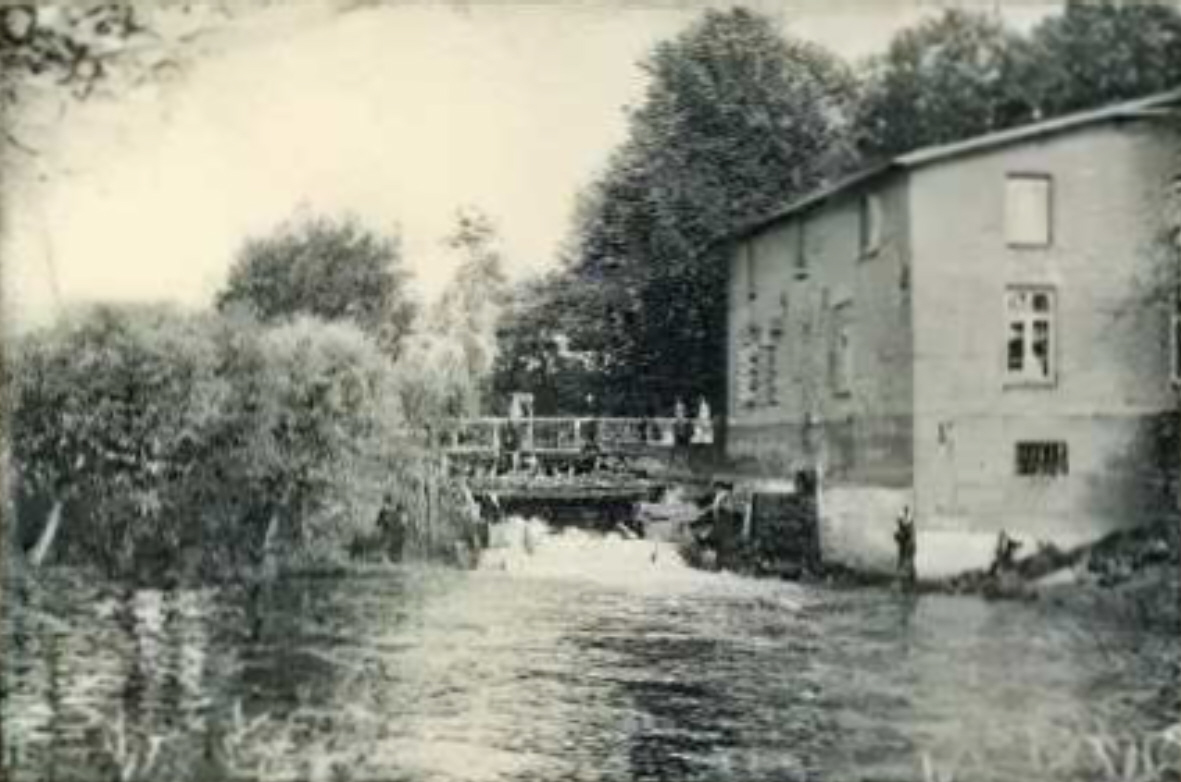
Die Brandenmühle (1900)

Die Brandenmühle ist eine Wassermühle im Landgebiet der Stadt Lübeck. Sie wurde früher durch einen Aufstau der Grienau betrieben, die über die Stecknitz (heute: Elbe-Lübeck-Kanal) als Nebenfluss in die Trave mündet. Die Grienau war ein Grenzgewässer zu den Ländereien des Domkapitels des Lübecker Doms im benachbarten Oberbüssau.

## Geschichte der Wassermühle
Die Mühle ist eine der elf Wassermühlen im Einzugsbereich der Trave auf Lübecker Gebiet, die es im 19. Jahrhundert gab. Ihr Name soll auf einen ihrer früheren Pächter hindeuten. Sie liegt am Rande der Gutsflur von Moisling an der Straße von dort nach Oberbüssau. Die Mühle ist bereits Mitte des 15. Jahrhunderts belegt, der Lübecker Bürgermeister Johann Lüneburg war damals Eigentümer und verkaufte sie 1454. Es ist möglich, dass sie Anfang des 15. Jahrhunderts erbaut wurde. Zwangsverpflichtet waren die heutigen Ortsteile Niendorf und Reecke, sowie der Wohnplatz Nienhüsen, deren Anwohner hier ihr Getreide mahlen lassen mussten. Die Mühle gehörte zum Gut Niendorf, dessen Gutsbesitzer den Mühlenbetrieb verpachteten. Mit der Pacht waren geringfügige Back-, Brenn- und Schankrechte verbunden. Der Müller hatte außerdem das Fischereirecht in der Grienau unterhalb der Mühle. Das Gut Niendorf wurde 1802 von Friedrich Adolph von Heintze erworben und verblieb bis zum Beginn des 20. Jahrhunderts in dessen Familie. Der Mühlenzwang wurde erst in der zweiten Hälfte des 19. Jahrhunderts im Rahmen der Gewerbefreiheit aufgehoben. Die Mühle wurde 1950 elektrifiziert und später eingestellt. Heute sind noch das (umgebaute) Mühlen- und Wohnhaus, der Radstuhl als Lager für das frühere Wasserrad und das Stauwehr zum Anstauen der Grienau erhalten.

## Die Windmühle
1784 wurde dem Müller Friedrich Unverhau bei Übernahme der Wassermühle auch zugestanden, zusätzlich auf eigene Kosten eine Windmühle zu haben. Diese errichtete er etwa 100 Meter westlich von der Straße auf einem Hügel. Sie ist heute nicht mehr vorhanden.

## Einzelbelege
1. ↑  Lübeck-Lexikon: Mühlen.
2. ↑  Werner Neugebauer: Schönes Holstein, Lübeck 1957, S. 91.
3. ↑  Emil Ferdinand Fehling: Lübeckische Ratslinie, Lübeck 1925, Nr. 511.